# Убивство Генріка Сівяка
Генрік Сівяк (пол. Henryk Siwiak, 1955—2001) — польський іммігрант, що був смертельно поранений на вулиці в районі Бедфорд-Стайвесант у Брукліні, Нью-Йорк, незадовго до півночі 11 вересня 2001 року. Вбивство залишається нерозкритим; Сівяка називають «останньою людиною, вбитою в Нью-Йорку 11 вересня», хоча він не був жертвою терористичних атак, що відбулися раніше того ж дня. Вбивство Сівяка — єдине, зареєстроване в Нью-Йорку в той день, оскільки місто не включає смерті від терористичних актів до своєї офіційної статистики злочинності.

## Передумови
Уродженець Кракова, Генрік Сівяк працював інспектором на Польській державній залізниці та її приватних підприємствах-наступниках. Він був одружений з Евою Сівяк і мав двох дітей: 17-річну Габріелу та 10-річного Адама. Після звільнення приблизно у 2000 році Сівяк поїхав до Нью-Йорка, щоб відвідати свою сестру Люцину, яка шість років жила у Фар-Рокавей, Квінз.
Незважаючи на відсутність дозволу на роботу, він вирішив залишитися та працювати у США, надсилаючи кілька сотень доларів своїй родині до Польщі кожні кілька місяців, щоб доповнити заробіток Єви як вчительки біології у середній школі. Він сподівався, що зрештою зможе повернутися та побудувати новий будинок.
Хоча Сівяк міг працювати, йому було важко вивчити англійську. Він відвідував заняття та дивився телевізор разом зі своєю сестрою, але його знання мови вдосконалювалися повільно. Люсіна попередила його, що це може наразити його на небезпеку в Нью-Йорку. «Ми казали йому, що [це місто] — небезпечне місце», — згадувала вона пізніше Associated Press. «Але він не повірив», можливо, сказала вона, тому що йому так подобалося там жити.
Протягом більшої частини 2001 року Сівяк працював на будівельному майданчику в Нижньому Мангеттені. Вранці 11 вересня, після нападів, майданчик закрився, оскільки цю частину міста евакуювали. Сівяк не міг дозволити собі чекати, поки робота відновиться, тому, перейшовши Бруклінський міст, він повернувся на метро до будинку своєї сестри. Переглянувши оголошення в польськомовній газеті «Nowy Dziennik», він знайшов пропозицію посади прибиральника в супермаркеті «Pathmark» у районі Фаррагут у Брукліні
Щоб заповнити потрібні документи, він звернувся до агентства з працевлаштування в Бей-Рідж, яке обслуговувало польську громаду міста.
У агентстві з працевлаштування Сівяк заспокоїв власницю, чоловік якої працював у Всесвітньому торговому центрі та не зв'язувався з нею з того ранку (пізніше вона дізналася, що її чоловік справді загинув під час теракту). Він дізнався, що може приступити до роботи пізно ввечері, і повернувся до Фар-Рокавей. Звідти він зателефонував своїй дружині Єві до Польщі, щоб сказати їй, що він у безпеці; він бачив, як один з літаків врізався у Всесвітній торговий центр. «Я сказала йому про всяк випадок: не їдь сьогодні ввечері, бо в Нью-Йорку може бути небезпечно», — згадувала вона пізніше.

## Вбивство
Сівяк ніколи не був у районі Фаррагут, де знаходився супермаркет «Pathmark», тому він та власниця квартири, яку він знімав, переглянули карту метро та вирішили, що йому слід сісти на поїзд лінії А до станції Ютіка-авеню, що знаходиться поблизу північного кінця Олбані-авеню, на якій розташований «Pathmark». Однак власниця квартири не запитала в Сівяка адресу магазину, тому вона не знала, що насправді він розташований у приблизно 5 км південь.
Оскільки Сівяк не знав чоловіка зі служби, з яким мав зустрітися, він повідомив агентству, як буде одягнений. Перед від'їздом він одягнув камуфляжну куртку, штани до неї та чорні чоботи. Він також взяв із собою рюкзак з різними штанами та кросівками, щоб переодягнутися, коли дістанеться до «Pathmark». Перед від'їздом власниця квартири благала Сівяка передумати йти туди, оскільки, на її думку, це небезпечний район, і не треба там бувати вночі без поважної причини, а особливо тієї ночі, коли населення міста стурбоване подіями дня. Вона не змогла його зупинити.
Близько 23:00 Сівяк вийшов з метро. Він почав йти на захід вздовж Фултон-стріт у напрямку Олбані-авеню, що знаходилася за кілька кварталів звідси. Пізніше свідок згадував, як проїхав повз нього. На перехресті з Олбані Сівяк повернув праворуч, прямуючи на північ, а не на південь, як було зазначено в його вказівках. Цей район Бедфорд-Стайвесант давно вважався мешканцями та поліцейським департаментом Нью-Йорка одним з найнебезпечніших у місті.
Тієї ночі чергували всі наявні офіцери поліції Нью-Йорка, більшість із них вже працювали понаднормово; [деякі навіть повернулися з далеких відпусток. Багато поліціянтів були потрібні для забезпечення посиленої безпеки в районах поблизу Ground Zero або можливих цілей для ризиком нового нападу. Поліція побоювалася, що злочинці в інших частинах міста скористаються цією відволікаючою увагою на свою користь.
Приблизно о 23:40, як пізніше повідомили мешканці, вони почули звуки сварки, а потім постріли. Жінка, яка мешкала на сусідній вулиці Декейтер і доглядала за своєю хворою матір'ю, сказала, що чула сварку, але надто боялася визирнути у вікно. Одна куля влучила Сівяку в легеню. Залишаючи слід крові, він добрів від місця поранення, поблизу північного кінця Олбані, до ґанку будинку за адресою Декейтер, 119, і подзвонив у дверний дзвінок, шукаючи допомоги. Мешканка цього будинку повідомила поліції, що чула дзвінок, але, як і її сусідка, вона була надто налякана після стрілянини, щоб відчинити двері. Сівяк спустився вниз по ґанку та впав обличчям вниз на вулицю. О 23:42 хтось зателефонував за номером 9-1-1, і поліція та служби швидкої допомоги змогли відреагувати протягом кількох хвилин. Сівяк був оголошений мертвим на місці події.

## Розслідування
Поліція Нью-Йорка не могла залучити потрібні слідчі ресурси до місця злочину, оскільки через терористичні атаки багато офіцерів були необхідні в інших місцях. Зазвичай, у випадку вбивства, на місце злочину має прибути підрозділ з розслідування (англ. Crime Scene Unit), який очеплює територію та збирає судово-медичні докази, але на той ммоент його співробітники були недоступні. Натомість цю роботу виконував підрозділ зі збору доказів (англ. evidence-collection unit), який зазвичай використовується лише для ненасильницьких злочинів, таких як крадіжки зі зломом. Для обшуку району, опитування потенційних свідків та пошуку доказів поза місцем події були потрібні дев'ять детективів, але поліція Нью-Йорка змогла виділити лише трьох.
Спеціалісти зі збору доказів знайшли стріляні гільзи з пістолета калібру .40, з якого стріляли в Сівіака. Стрілець вистрілив сім разів, але влучив лише один. У гаманці Сівіака було 75 доларів готівкою, що свідчить про те, що мотивом вбивства швидше за все не було пограбування, або, якщо і було, то грабіжник з якихось причин не довів справу до кінця.
– Майкл Вілсон, The New York Times
Люсина Сівяк вважає, що вбивця міг подумати, ніби її брат — один з терористів. Камуфляжний одяг робив його схожим на військового; перші поліцейські, які прибули на місце події, подумали, що він міг бути одним із багатьох бійців Національної гвардії, розгорнутих у місті після терактів. У поєднанні з його темним волоссям та недосконалою англійською мовою з сильним акцентом, Сівяка могли прийняти за араба.
Детектив Майкл Прейт, що займається цією справою, у своєму інтерв'ю 2011 року визнав, що це можливо, але поліція Нью-Йорка не класифікувала це вбивство як злочин на ґрунті ненависті, оскільки про нього так мало відомо. «Проблема полягала в тому, що на тому розі не було свідків», — сказав інший офіцер на початку 2002 року. Також Прейт вважає, що погане знання англійської мови Сівяка могло призвести до його смерті. Він, ймовірно, не зрозумів би, що відбувається, якби хтось спробував його пограбувати.
Прейт продовжував розслідувати злочин, який зараз вважається нерозкритим, до виходу на пенсію у 2011 році. Він спілкувався з підозрюваними, заарештованими за інші злочини в цьому районі, але не отримав ніякої інформації від них. Нові свідки не з'явилися, хоча за інформацію про вбивство Сівака було запропоновано винагороду в розмірі 12 000 доларів. У 2018 році Прейт заявив ABC News, що його теорією як найімовірнішої причини вбивства все ще залишається невдале пограбування.
Через терористичні атаки та їх наслідки убивство Сівяка отримало мало уваги ЗМІ, яка могла б спонукати свідків звернутися до суду; а висвітлення цього випадку з'явилося лише щонайменше через місяць. Ні сестра Сівяка, ні його вдова не вірять, що справу колись буде розкрито. «Боюся, що це назавжди», — сказала Єва Сівяк газеті «Таймс» у 2011 році. «Я думаю, що поліція має багато, багато справ, і, можливо, вони ніколи мені не зателефонують», — сказала Люцина через кілька місяців. Вона досі відвідує щорічні поминальні служби 11 вересня у соборі Святого Патрика, якщо там не надто людно.
Оскільки смерті від терактів 11 вересня не включені до офіційної статистики злочинності Нью-Йорка за 2001 рік та щорічному індексі ФБР, смерть Сівіака є єдиним убивством, зареєстрованим у місті в цю дату.